# Abdoulaye Makhtar Diop

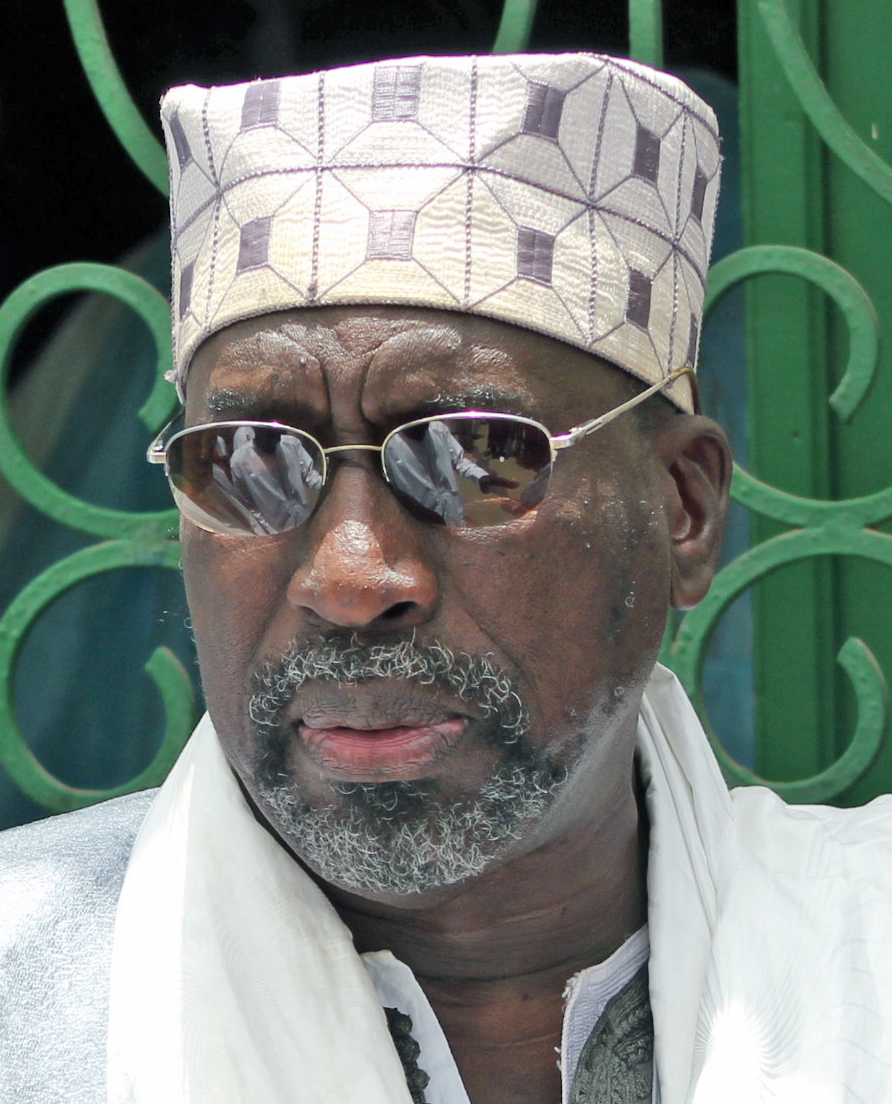
Abdoulaye Makhtar Diop (2018)

Abdoulaye Makhtar Diop (* 14. März 1945 in Dakar) ist ein senegalesischer Politiker, der mehrmals Minister war sowie seit 2013 als Grand Serigne de Dakar Oberhaupt der Lébou ist.

## Leben
Abdoulaye Makhtar Diop absolvierte nach dem Schulbesuch ein Studium im Fach Öffentliches Recht und beendete dieses 1973 mit einem Lizenziat (Licence en droit public). Ein darauf folgendes postgraduales Studium an der École nationale d'administration et de magistrature (ENAM) schloss er 1975 mit einem Diplom ab. Im Anschluss wechselte er in den Staatsdienst und war zunächst zwischen 1975 und 1978 Stellvertretender Generalsekretär im Ministerium für Wirtschaft und Finanzen. Danach war er zwischen 1978 und 1980 Kabinettsdirektor des Bürgermeisters von Dakar, Lamine Diack, sowie 1981 Generalsekretär der Nationalen Gesellschaft zur Wassernutzung im Senegal SONEES (Société Nationale d’Exploitation des Eaux du Sénégal).
Diop engagierte sich in der Parti Socialiste du Senegal (PS) und war Mitglied im Politbüro, im Nationalsekretariat sowie im Zentralkomitee der PS. 1984 wurde er Mitglied des Stadtrates von Dakar und gehörte diesem bis 1996 an. Zugleich war er zwischen 1984 und 1996 Vize-Bürgermeister von Dakar und damit Stellvertreter von Mamadou Diop. Während der Amtszeit von Staatspräsident Abdou Diouf übernahm er zudem verschiedene Regierungsämter und wurde 1988 Minister für Jugend und Sport (Ministre de la jeunesse et des sports). Dieses Ministeramt bekleidete er auch nach dem Amtsantritt von Premierminister Habib Thiam am 8. April 1991 bis 1992. Er war ferner von 1993 bis 1995 Generaldirektor der Nationalen Gesellschaft zur Wassernutzung im Senegal SONEES und übernahm daraufhin 1996 den Posten als Bürgermeister von Dakar Plateau, einem der 19 Stadtbezirke von Dakar. Dieses Amt bekleidete er fünf Jahre lang bis zur Auflösung der Regional-, Stadt- und Gemeinderäte im Jahr 2001. Im Kabinett von Premierminister Mamadou Lamine Loum bekleidete er vom 3. Juli 1998 bis zum 5. April 2000 das Amt des Ministers für die Modernisierung des Staates (Ministre de la modernisation de l’Etat). Am 18. Juni 2003 trat er aus der PS aus.
Abdoulaye Makhtar Diop ist im Internationalen Fußballverband FIFA (Fédération Internationale de Football Association) seit 2007 Mitglied der Ethikkommission und Mitglied des Schiedsgerichts. Im Kabinett von Premierminister Souleymane Ndéné Ndiaye fungierte er von 2010 bis 2012 als Staatsminister (Ministre d’Etat), als Staatsminister für Sport (Ministre d’Etat chargé du Sport) sowie als Minister für den öffentlichen Dienst und Beschäftigung (Ministre de la Fonction publique et de l’Emploi). Nach dem Rücktritt von Serigne Modou Kara Mbacké, mit dem er ein Wahlbündnis gegründet hatte, wurde er bei den Wahlen am 1. Juli 2012 auf der Liste der Wahre Entwicklungspartei PVD (Parti de la vérité pour le développement) zum Mitglied der Nationalversammlung (Assemblée nationale du Sénégal) gewählt. Im April 2013 gründete er mit den Vereinigten Sozialisten für die Wiedergeburt des Senegal SURS (Socialistes Unis pour la Renaissance du Sénégal) seine eigene Partei, deren Präsident er ist.
Im Mai 2013 wurde Abdoulaye Makhtar Diop als Grand Serigne de Dakar Oberhaupt der Lébou. Bei den Wahlen am 30. Juli 2017 wurde er für die SURS wieder zum Mitglied der Nationalversammlung gewählt.

## Weblink
- Eintrag auf der Nationalversammlung (Assemblée nationale du Sénégal)

| Personendaten    | Personendaten             |
| ---------------- | ------------------------- |
| NAME             | Diop, Abdoulaye Makhtar   |
| KURZBESCHREIBUNG | senegalesischer Politiker |
| GEBURTSDATUM     | 14. März 1945             |
| GEBURTSORT       | Dakar, Senegal            |